# Șipeniț, Cozmeni
Șipeniț, întâlnit și sub forma Șipeniți sau Șipinți, (în ucraineană Шипинці, transliterat: Șîpînți și în germană Schipenitz) este un sat reședință de comună în raionul Cozmeni din regiunea Cernăuți (Ucraina). Are 3,160 locuitori, preponderent ucraineni (ruteni).
Satul este situat la o altitudine de 181 metri, pe malul pârâului Sovița, aproape de Prut, în partea de centru a raionului Cozmeni.

## Istorie
Pe teritoriul acestui sat au fost găsite situri arheologice datând din epoca neolitică și aparținând culturii Tripoli: vase de ceramică, figurine umane și animale. De asemenea, au fost găsite obiecte din bronz (brățări) și monede romane. Primele săpături arheologice au fost efectuate aici de către arheologii J. Sombaty (1893) și E. Costin (1904-1914), iar artefactele găsite au fost duse la Muzeele din Cernăuți și Viena. Mai tâziu, arheologul ucrainean Oleg Kandiba-Oljici (1907-1944) a scris cartea în limba germană "Schipenitz - Kunst und Geräte eines neolithischen Dorfes" (1937). 
Localitatea Șipeniț a făcut parte încă de la înființare din regiunea istorică Bucovina a Principatului Moldovei. Prima atestare documentară a localității datează din anul 1433. După cum relatează cronicarii români și straini, prima populație a zonei a fost românească. Românii au înființat Țara Șepenicului (vechiul nume al județului interbelic Cernăuți) și chiar familia Mușat (care a dat Moldovei domnitori ca Alexandru cel Bun, Ștefan cel Mare și Petru Rareș) vine din satul Șipeniț .
În vechime, acest sat era străbătut de drumul care venea de la Sniatin din Polonia, trecea pe la străvechile sate Lujeni și Șipeniț și se termina la orașul Cernăuți care, până în secolul al XVIII-lea, era situat pe malul stâng al Prutului. Pe atunci, întreaga regiune era acoperită de păduri, care au fost ulterior tăiate, zona semănând astăzi cu o stepă. Drumul mai sus-amintit era folosit frecvent de către armatele poloneze ori de câte ori acestea invadau Moldova.
În ianuarie 1775, ca urmare a atitudinii de neutralitate pe care a avut-o în timpul conflictului militar dintre Turcia și Rusia (1768-1774), Imperiul Habsburgic (Austria de astăzi) a primit o parte din teritoriul Moldovei, teritoriu cunoscut sub denumirea de Bucovina. După anexarea Bucovinei de către Imperiul Habsburgic în anul 1775, localitatea Șipeniț a făcut parte din Ducatul Bucovinei, guvernat de către austrieci, făcând parte din districtul Cozmeni (în germană Kotzmann). Din 1857, funcționa la Șipeniț o școală cu 5 clase.
După Unirea Bucovinei cu România la 28 noiembrie 1918, satul Șipeniț a făcut parte din componența României, în Plasa Șipenițului a județului Cernăuți. Pe atunci, majoritatea populației era formată din ucraineni, existând și o comunitate de români. 
Ca urmare a Pactului Ribbentrop-Molotov (1939), Bucovina de Nord a fost anexată de către URSS la 28 iunie 1940, reintrând în componența României în perioada 1941-1944. Apoi, Bucovina de Nord a fost reocupată de către URSS în anul 1944 și integrată în componența RSS Ucrainene. 
Începând din anul 1991, satul Șipeniț face parte din raionul Cozmeni al regiunii Cernăuți din cadrul Ucrainei independente. Conform recensământului din 1989, numărul locuitorilor care s-au declarat români plus moldoveni era de 43 (22+21), reprezentând 1,37% din populația comunei . În prezent, satul are 3.160 locuitori, preponderent ucraineni.

## Demografie
Componența lingvistică a comunei Șipeniț
     Ucraineană (98,7%)
     Alte limbi (1,3%)
Conform recensământului din 2001, majoritatea populației comunei Șipeniț era vorbitoare de ucraineană (98,7%), existând în minoritate și vorbitori de alte limbi.
1989: 3.140 (recensământ)
2007: 3.160 (estimare)

### Recensământul din 1930
Componența etnică a comunei Șipeniț (județul Cernăuți)
     Ruteni (96,18%)
     Evrei (2,22%)
     Altă etnie (1,6%)
Componența confesională a comunei Șipeniț
     Ortodocși (96,15%)
     Mozaici (2,22%)
     Romano-catolici (1,26%)
     Greco-catolici (0,37%)
Conform recensământului efectuat în 1930, populația comunei Șipeniț se ridica la 3.560 locuitori. Majoritatea locuitorilor erau ruteni (96,18%), cu o minoritate de evrei (2,22%). Alte persoane s-au declarat: români (20 de persoane), germani (5 persoane) și polonezi (32 de persoane). Din punct de vedere confesional, majoritatea locuitorilor erau ortodocși (96,15%), dar existau și mozaici (2,22%), romano-catolici (1,26%) și greco-catolici (0,37%). 